# Chebet Lesan
 (mars 2021).
Chebet Lesan (née vers 1990) est une entrepreneure kényane qui a reçu divers prix pour avoir créé des briquettes de charbon, fabriquées à partir de déchets et vendues par un réseau de femmes. Son produit est un carburant bon marché qui permet d'économiser les arbres du pays et évite les fumées néfastes à la santé produites par les autres types de combustibles. Elle reçoit notamment, en 2017, le prix de la Queen's Young Leader Award (en) décerné par le Commonwealth et celui de la Young African Leaders Initiative.

## Biographie
Chebet Lesan naît vers 1990 ; elle rejoint l'université de Nairobi dont elle sort diplômée en design industriel. Elle est titulaire d'une bourse Mandela Washington du programme YALI (Young African Leaders Initiative).
Elle explique que son idée lui vient alors qu'elle constate la disparition des arbres autour du mont Kilimandjaro. Elle décide alors de fabriquer des briquettes de charbon à partir de la biomasse, en l’occurrence à partir de sciure et de déchets de farine. Les déchets sont calcinés et le produit obtenu est conditionné en briquettes de trois densités et capacités calorifiques distinctes. Elle fonde l'entreprise « BrightGreen » qui commercialise les briquettes au poids, indépendamment de leur densité, à destination du marché domestique. La plupart des acheteurs sont des personnes qui vivent avec l'équivalent de 4 $ par jour et le prix en 2017, de 0,55 $ par kilo reste abordable. En 2017, l'entreprise a fourni environ trois cents foyers pour un total de cent tonnes de briquettes. La demande est soutenue au Kenya, lequel a utilisé 98 % de ses forêts et où le charbon de bois pour la cuisine peut coûter jusqu'à 25 $ pour un sac de 35 kilos,.
On estime que son invention a sauvé huit cents tonnes d'arbres au Kenya à la fin de 2017. En outre, les briquettes brûlent sans dégager de fumées, ce qui est moins nocif que celles dégagées traditionnellement dans les cuisines enfumées.
Chebet Lesan décide de distribuer son produit par l'intermédiaire d'un réseau de commerçantes. En 2019 l'entreprise commence à faire des profits, et les bénéfices, ainsi que les aides venant par exemple de la fondation Cartier, sont utilisés pour étendre la zone de commercialisation.
En 2020, elle remporte le grand prix du concours Africa Business Heroes organisé par la Fondation Jack Ma.

## Récompenses
- Queen's Young Leader Award en 2017[7]
- Mandela Washington Fellowship for Young African Leaders[2], 2017 Scale-Up Fellow du MIT[2].
- Finaliste de la Cartier Women's Initiative en 2019[4].